# Liste des autoroutes de la Russie
Pour un article plus général, voir Réseau routier russe.

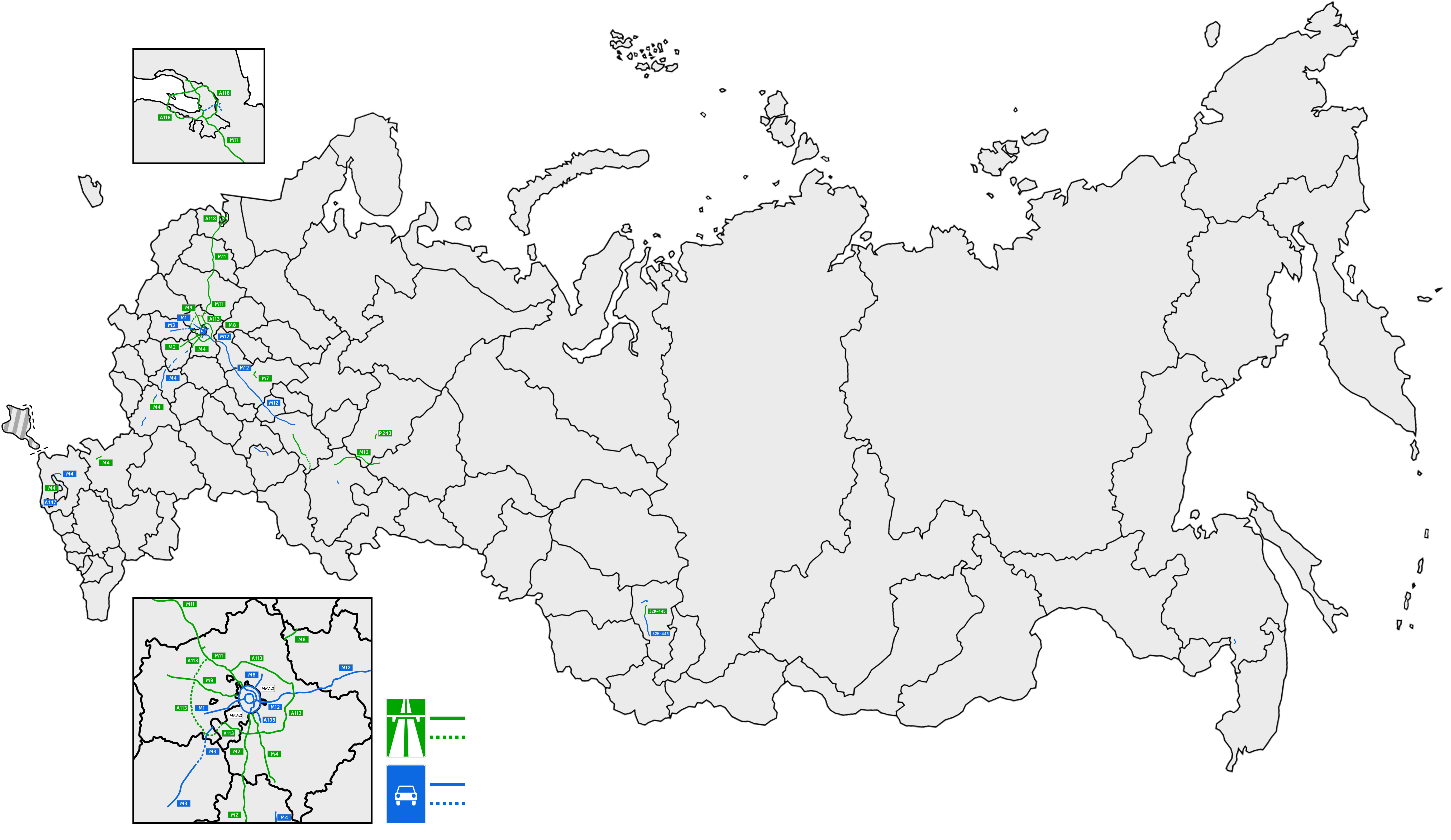
Les autoroutes et voies rapides en Russie

La Russie comptait en 2022, un réseau autoroutier long d'environ 1 601,8 km à travers tout le pays. Très peu étendu par rapport à ses voisins européens et surtout par rapport à sa taille, il est constitué principalement de tronçons de routes reconstruits. En effet, des routes fédérales ont été améliorées tel la M4 ou la M8 pour accommoder plus de trafic. Mais il reste petit, principalement constitué autour et depuis Moscou. La première autoroute construite ex nihilo est l'Autoroute Moscou-Saint-Pétersbourg, ouverte en 2019, et la M12 « Vostok » devrait ouvrir en décembre 2023. De très nombreuses régions russes ne disposent d'aucune ou peu de sections autoroutières, en particulier la Sibérie. Il n'y a ainsi aucun tronçon autoroutier entre Kemerovo et Khabarovsk, deux villes distantes de 3300 km.
En russe, « Автомагистраль, Avtomagistral » est le mot employé pour désigner les autoroutes. Il existe une certaine confusion lors des traductions, les routes étant appelées « Автомобильные дороги, Avtomobilnié dorogi », ce qui est souvent traduit par erreur en autoroute, bien que ce sont des routes traditionnellement non divisées (c'est-à-dire pas des routes à accès contrôlé).
Elles sont limitées à 130 km/h au maximum, bien que la vitesse maximale est souvent de 110 km/h. La vitesse est abaissée à l'approche de certaines grandes villes (avant d'être à nouveau abaissée à 90 km/h ou 70 km/h). Elles sont de couleur vertes. Pour les panneaux des routes, ils sont donc verts, bien que cohabitant avec la couleur bleu lorsque la route n'est pas entièrement autoroutière. La M7 a ainsi ce panneau lorsqu'elle est autoroutière , mais ce panneau  le reste du temps.

## Autoroutes
| Numéro                                     | Routes européennes et routes asiatiques | Nom                                        | Tronçons de routes fédérales aménagés en autoroutes (De – À)                                                                                               | Longueur de section |
| ------------------------------------------ | --------------------------------------- | ------------------------------------------ | --- | ------------------- |
|                                            | E105                                    | Crimée                                     | 21–178 km (Moscou – Toula) | 157 km              |
|                                            | E50 · E115 · E119 · E592                | Don                                        | 18-120 km (Moscou – Kachira) 517-544 km (Voronej – Rogatchiovka) 1024-1072 km (Novopersianovka – Rostov-sur-le-Don) 1362-1374 km (Psekoups – Saratovskaïa) | 188,7 km            |
|                                            | E22                                     | Volga                                      | 399-444 km (Lesnaïa Poliana – Jelokcha) (Contournement sud de Nijni Novgorod)                                                                              | 45,2 km             |
|                                            | E115                                    | Kholmogory                                 | 94-112 km (Dvoriki – Krasnoplamenskoïe) | 18 km               |
|                                            | E22                                     | Baltique                                   | 19-114 km (Moscou – Volokolamsk) | 95 km               |
|                                            |                                         | Néva                                       | 15–684 km (Moscou – Saint-Pétersbourg) | 669 km              |
|                                            |                                         | Vostok                                     | 1211–1486 km (Diourtiouli – Achit) | 275 km              |
|                                            | E22                                     | Perm — Iekaterinbourg                      | 1111-1131 km (Perm – Berchetskoïe) | 20 km               |
|                                            |                                         | Rocade centrale                            | 0–251 km (Boukharovo – Lisintsevo) | 251 km              |
|                                            |                                         | Ceinture périphérique de Saint-Pétersbourg | 0–142,2 km (autour de Saint-Pétersbourg) | 142,2 km            |
|                                            |                                         | Kemerovo –Novokouznetsk                    | 6–67 km (Kemerovo – Leninsk-Kouznetski) | 61 km               |
| Autoroute Chavli – Bavly                   |                                         |                                            | 52–197 km (Alekseïevskoïe – Almetievsk) | 145 km              |
| Autoroute d'accès à Kline                  |                                         |                                            | 0 à 4 km (–) | 4 km                |
| Route fédérale - autoroute (près de Kline) |                                         |                                            | 0–3,3 km (Khimki – Aéroport de Moscou-Cheremetievo) | 3,3 km              |
| ZSD                                        |                                         | Rocade express ouest                       | 0–46,6 km (Saint-Pétersbourg – Arfa) | 46,6 km             |
| somme                                      | somme                                   | somme                                      | somme | 2121 km             |

Au 16 juillet 2025

## Voies rapides
Dans la classification des voies rapides en Russie, les voies rapides sont classées dans la catégorie 1B.
| Numéro                                   | Routes européennes et routes asiatiques | Nom                                    | Tronçons de routes fédérales aménagés en voies rapides (De – À) | Longueur de section |
| ---------------------------------------- | --------------------------------------- | -------------------------------------- | --- | ------------------- |
|                                          | E30                                     | Biélorussie                            | 0–18 km (Moscou – Lesnoï Gorodok) 34–66 km (Lesnoï Gorodok – Koubinka) | 50 km               |
|                                          | E101                                    | Ukraine                                | 124-194 km (Maloïaroslavets – Bessovo) | 70 km               |
|                                          | E115                                    | Don                                    | 170-194 km (Venev – Karniki) 228-260 km (Bogoroditsk – Kusovka) 296-322 km (Zalesskoïe – Pouchkari) 339-460 km (Babarykino – Kon-Kolodes) 494–517 km (Aéroport de Voronej – Voronej) 634-713 km (Losesvo – Verkhny Mamon) 0–51 km (Plastounovskaïa – Marianskaïa) | 356 km              |
|                                          | E115                                    | Kholmogory                             | 17–35 km (Moscou – Pouchkino) | 18 km               |
|                                          |                                         | Vostok                                 | 27–836 km (Moscou – Kazan) | 809 km              |
|                                          |                                         |                                        | 24 à 42 km (Moscou – Aéroport de Moscou-Domodedovo) | 18 km               |
|                                          | E97                                     |                                        | 190-198 km (Sotchi – Adler) | 8,2 km              |
|                                          |                                         |                                        | 0 à 6 km (aéroport de Kemerovo – Novostroïka) 67-189 km (Leninsk-Kouznetski – Novokouznetsk) | 128 km              |
|                                          | E105 · E115                             | Voie périphérique automobile de Moscou | 0-108,9 km (autour de Moscou) | 108,9 km            |
| Sécante nord-est                         |                                         |                                        | 0–30 km ( – Moscou – ) | 40 km               |
| Sécante sud-est                          |                                         |                                        | 0–36 km (sécante nord-est – ) | 28 km               |
| Avenue Bagration                         |                                         |                                        | 0–11 km ( – Troisième périphérique) | 10,3 km             |
| Troisième anneau routier de Moscou       |                                         |                                        | 0 à 35,1 km (autour du centre de Moscou) | 35,1 km             |
| Rocade express (Moscou)                  |                                         |                                        | 0–68 km (Sécante nord-est et Sécante sud-est) | (68 km)             |
| Rocade express ouest (Saint-Pétersbourg) |                                         |                                        | 0–2,6 km (ZSD–Avenue Vitebskiy) | 2,6 km              |
| Artère Est (Oufa)                        |                                         |                                        | 0–13,9 km (Oufa – ) | 13,9 km             |
| Contournement de Togliatti               |                                         |                                        | 0–98,3 km (Troitskoïe – Zelenovka) | 98,3 km             |
| Contournement de Khabarovsk              |                                         |                                        | 11–37 km (Aéroport de Khabarovsk – Ilinka) | 26 km               |
| Contournement nord-ouest de Kemerovo     |                                         |                                        | 0–47,6 km (Topki – entre Kemerovo et Beriozovski) | 47,6 km             |
| somme                                    | somme                                   | somme                                  | somme | 1867,9 km           |

Au 16 juillet 2025

## Autoroutes en construction
- : Autoroute M11 pour le contournement de Tver . L'ouverture doit se faire en décembre 2023 partiellement, et en octobre 2024 dans son entièreté[2] ;
- : Autoroute M12 de Moscou à Iekaterinbourg par Kazan. Certaines sections sont déjà ouvertes, l'ouverture jusqu'à Kazan doit se faire en décembre 2023, et jusqu'à Iekaterinbourg en décembre 2024 [2] ;
- Contournement oriental de Novossibirsk (partie de la R256), avec ouverture encore inconnue.

## Autoroutes en projet
- Autoroute à péage Kazan - Oulianovsk - Samara  - Volgograd  - Krasnodar[3].